# Getasjön, Södermanland
Getasjön är en sjö i Södertälje kommun i Södermanland och ingår i Norrströms huvudavrinningsområde.